# Junior (Fernsehsender)
Junior (seit 2014: Junior bei Sky) war ein Fernsehsender vor allem für Kinder von drei bis 13 Jahren, der u. a. auch Videokassetten von seinem Programminhalt herausbrachte.
Gesendet wurden Klassiker wie etwa Pippi Langstrumpf, Heidi und Die Biene Maja sowie aktuelle Zeichentrickserien (Kein Keks für Kobolde, My Little Pony – Freundschaft ist Magie), Animeserien (Anne mit den roten Haaren, Alice im Wunderland, Niklaas, ein Junge aus Flandern) sowie Realserien und Spielfilme für Kinder, Teenager und die ganze Familie (Kosmoo). Auch Vorschulprogramme aus eigener Produktion (Plop, Bumba, Piet Pirat) gehörte zum Junior-Programm. Lange besaß Junior drei Maskottchen, die Cartoonfiguren Junior, seine Schwester Jane und den Rapper Jaz, die zwischen den Serien in kurzen Clips für lustige Gags sorgten. Auffällig war die Ähnlichkeit zu Rayman, einer Figur von Ubisoft. 
Der Sendestart erfolgte am 28. Juni 1996. Ende 2022 stellte der Sender seinen Betrieb ein.

## Junior XL
Ab 22:00 Uhr lief vom 1. April 2004 bis am 31. Dezember 2007 Junior XL. Hier wurden Anime für ein älteres Publikum wie etwa Slayers in größtenteils ungeschnittener Fassung sowie Zeichentrickklassiker aus Europa und den USA wie Don Quixote gezeigt.

## Produktion und Verbreitung

Ehemaliges Senderlogo, 1999–2015

Das Programm wurde von der Studio 100 Media GmbH, einer Tochter des belgischen Unternehmens Studio 100, mit Sitz in München produziert. Sendestart war am 28. Juli 1996 unter dem Dach des digitalen Senders DF1. Seit Oktober 1999 wurde Junior auf Sky (ehemals Premiere) ausgestrahlt. Von 2000 bis 2005 zeigte Sat.1 am Samstagvormittag ein Junior-Programmfenster. Auf SRF zwei (damals SF2) wurde von Ende 2003 bis Anfang 2007 ein Programmfenster von Junior ausgestrahlt.
Junior wurde digital über Kabel und Satellit verbreitet und war dort im Rahmen des Programmbouquets des Pay-TV-Anbieters Sky zu empfangen. Junior sendete täglich von 6:00 bis 20:00 Uhr.
Am 1. Dezember 2022 wurde bekannt, dass Sky Deutschland die Übertragung des Senders zum kommenden Jahreswechsel einstellen wird. Da Sky der einzige Verbreitungsweg des Senders im deutschsprachigen Raum war, verkündigte der Sender daraufhin die Einstellung seines Sendebetriebs zum 31. Dezember 2022.